# Lasioglossum messoropse
Lasioglossum messoropse är en biart som beskrevs av Ebmer 2002. Lasioglossum messoropse ingår i släktet smalbin, och familjen vägbin. Inga underarter finns listade i Catalogue of Life.